# Antonio Rosmini
Antonio Rosmini, de nom complet Antonio Francesco Davide Ambrogio Rosmini Serbati (24 de març de 1797, Rovereto - † 1 de juliol de 1855, Stresa), fou un sacerdot, pensador i filòsof italià, fundador de la congregació clerical Instituto della carità. Alguns dels seus escrits foren condemnats i se sotmeté a la decisió de la Santa Seu sobre les seves obres.

## Biografia
Feu estudis de dret i de teologia a la Universitat de Pàdua, on s'ordenà de sacerdot el 1821. Sempre mostrà una inclinació especial cap als estudis filosòfics i fou alenat pel Papa Pius VII perquè es dediqués a aquesta disciplina i després pel Papa Pius VIII perquè es perfeccionés com a escriptor. Des de l'any 1826 es traslladà a Milà, on feu una gran amistat amb Alessandro Manzoni, qui afirmà sobre ell: «És una de les sis o set intel·ligències que més honren la humanitat». Els seus escrits causaren l'admiració també d'autors com Niccolò Tommaseo i Vincenzo Gioberti.
L'any 1828 fundà a Domodossola la congregació religiosa de l'Instituto della carità, anomenada també els "rosminians". Les constitucions de la nova família religiosa, contingudes en un llibre que elaborà durant tota la seva vida, foren aprovades pel Papa Gregori XVI l'any 1839.
Les seves primeres dues publicacions, Màximes de perfecció cristiana i Nou assaig sobre l'origen de les idees, són una mena de resum anticipat de tota la seva obra posterior. El 1830 és nomenat arxipreste de Rovereto, tot i que el 1835 ha d'abandonar la ciutat per pressions polítiques. Se n'anà a Stressa, on visqué fins a la seva mort.
El 1848 estava destinat com a diplomàtic de la Santa Seu a Àustria. L'any següent, dues de les seves obres, Constitució segons la justícia social i Les cinc llagues de la Santa Església, foren incloses a l'índex de llibres prohibits. Rosmini acceptà aquestes determinacions del Sant Ofici amb virtut i obediència filial.

## Pensament

### Filosofia
Rosmini desenvolupà tesis filosòfiques que cercaven contrastar la Il·lustració i el sensisme mitjançant una reproposició de la metafísica. Així reprèn no només els temes més propis de la filosofia moderna, sinó també intenta aportar la seva proposta de solució a partir de la pròpia problemàtica. Ataca durament l'empirisme però també l'escolàstica formalista per la seva infecunditat.
Això ho fa proposant una intuïció del concepte d'ésser que és com el centre de tota la seva filosofia i espiritualitat.

#### Coneixement
La idea essencial i coexistencial al pensament no sembla que pugui ser una altra que la idea de l'ésser. El coneixement és senzillament i primordialment una intuïció de l'ésser ideal. Si es prescindeix de l'ésser ideal com a objecte del pensament, no hi ha cap coneixement possible ni hi pot haver, pròpiament parlant, pensament. Aquest ésser ideal que es descobreix al pensament, i que permet i exigeix que sigui coneixement, ha de ser, com és obvi, purament indeterminat, dotat de la categoria de possibilitat, tot i que radicalment objectiu. Aquest ésser ideal és més aviat la idea de l'ésser. En virtut d'ella l'home pensa i pot pensar.
Com li ha vingut al pensament aquest ésser ideal o idea de l'ésser? En què es funda el filòsof per afirmar la seva inexorable presència al coneixement? L'home és un ésser que pot conèixer, atès que de fet coneix. La facticitat del coneixement és un fenomen humà de la mateixa irreluctància que els fenòmens fisiològics; si algú s'entossudeix a voler provar el fet del coneixement, prescindint del fet de conèixer, el seu intent el situa al marge de la filosofia; seria un intent d'escepticisme dogmàtic. La idea de l'ésser, o si es prefereix, l'ésser ideal, allò en si i per si a la ment humana, és la realitat formal que explica el fet que l'home sigui un ésser d'intel·ligència, un ens que, entre d'altres activitats, realitza la funció radical que es diu pensar. La idea de l'ésser no s'obté de cap determinació concreta, sensitiva o intel·lectual; no és una forma apriorística de la sensibilitat o de la ment perquè les facultats actuïn. És, a la doctrina rosminiana, una intuïció fonamental que permet que l'ens vertical que es diu home ho sigui de debò, en percatar-se per connaturalitat irresistible que si coneix és per obra i virtut d'una forma mental, objectiva, que li és present com una llum de transparències en la qual tot es coneix i sense la qual res no es coneixeria, i, el que és més greu, l'home no seria un ésser d'intel·ligència. L'ésser ideal, com objecte del coneixement humà, converteix en coneixements possibles les activitats de la ment, quan es dirigeix voluntàriament a les coses o a altres objectes.
Aquesta forma ideal no és una forma categorial de l'enteniment en funció de l'experiència, sinó que, a més de forma de qualsevol judici, és ella vertaderament objecte; encara més, és l'ésser en tant que forma constitutiva de la intel·ligència, per la qual cosa conèixer no és mai crear però és sempre una mena de revelació intel·lectual.

##### Coneixement de Déu
L'ésser ideal que l'home intueix, evidentment no és Déu, però l'evidència amb què advertim que sense l'ésser ideal no entenem, i que l'ésser ideal no és Déu, ens posa en camí d'una mostració o demostració de l'existència de Déu i de la seva presència i omnipresència.
L'ésser ideal és el suport per a la intel·ligibilitat de tots els ens i és la forma intel·lectual, espiritual i vital per a l'afirmació de l'Ésser real. L'ésser ideal no esgota en si mateix totes les formes de l'ésser. Per començar, no comprèn en si mateix la forma real de l'ésser. No és que Déu sigui la forma real de l'ésser ideal, sinó que l'ésser ideal és la forma ideal de l'Ésser real. L'ésser ideal és, doncs, una participació intel·lectual de l'Ésser real a la criatura. Aquesta participació és la que fa que l'home sigui, per essència, intel·ligent; i que, en tant que intel·ligent, partícip, com pot participar una criatura, de l'Ésser real.
Sens dubte, Rosmini va més lluny en aquest punt d'on han acostumat a quedar-se filòsofs de l'escolàstica, tot i que potser no s'hagi sortit de l'àmbit il·luminat per Agustí. Hi ha quelcom de diví en l'home, quelcom de diví és l'home, si l'essència de l'ésser ideal, intuït en exigida correlació intel·lectual humana, és eterna i necessària. Tanmateix, l'essència eterna i necessària de l'ésser ideal no és presa, ni molts menys compresa, en una eternitat i necessitat d'Ésser real imparticipable a la seva realitat, sinó que és aquesta eternitat i necessitat la qual ens exigeix l'afirmació de l'Ésser absolut. Aquest Ésser absolut no és intuït en l'ésser ideal, sinó exigit per ell. I afirmat, no en sabem d'Ell més que el que ens permet atènyer la intuïció d'un ésser ideal diferent realment de l'Ésser real, tot i que tingui perfeccions divines rebudes de qui les posseeix en grau absolut. L'essència de l'ésser ideal gaudeix d'unes prerrogatives divines, no pas de totes, i aquestes són participades, no pas absolutes; i amb existència formal, no real.

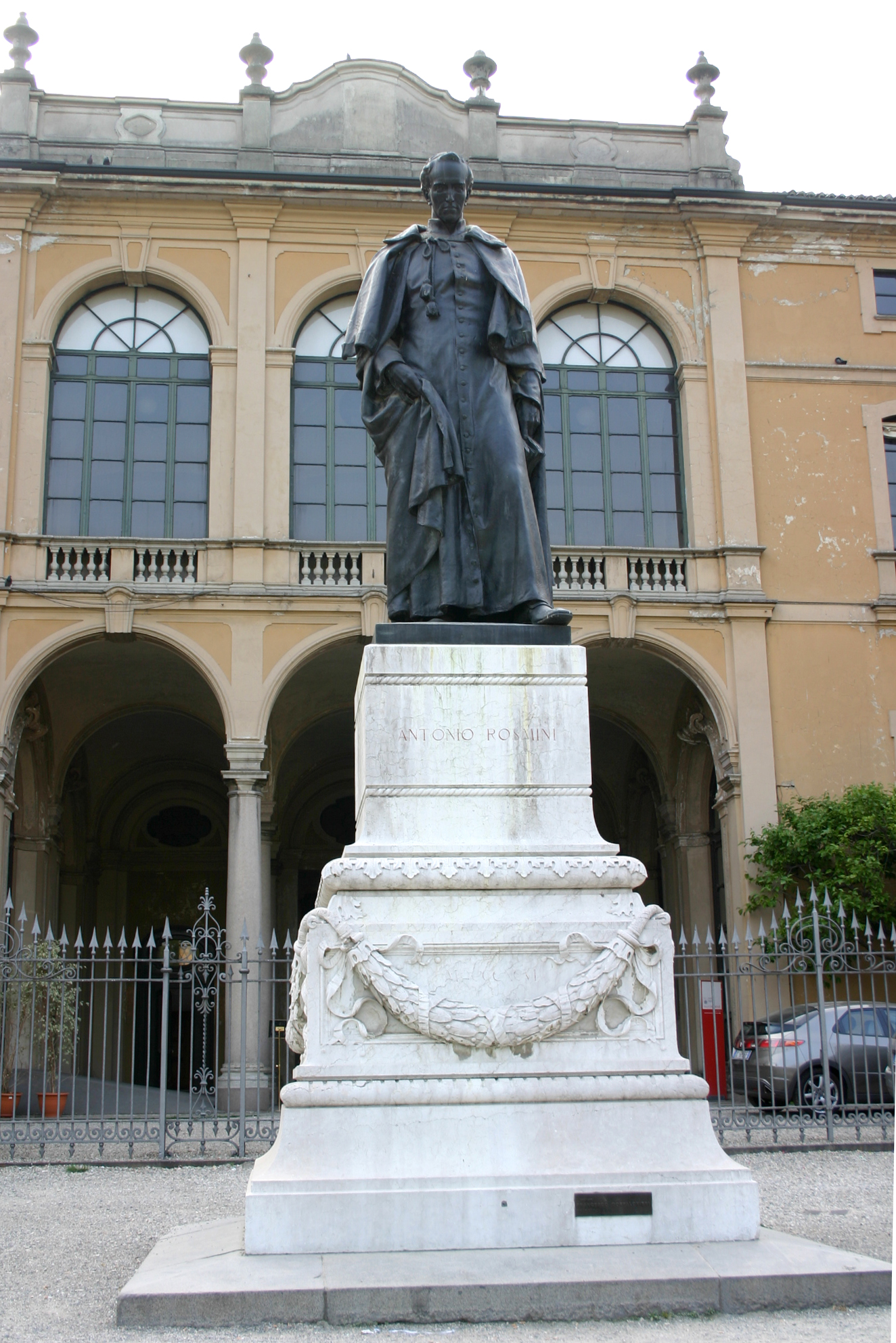
Monument a Antonio Rosmini als jardins públics de Porta Venècia a Milà.

##### Sentiment fonamental
L'home es manté espiritualment dempeus gràcies a l'elevació que en ell exerceix la idea de l'ésser. Aquesta idea de l'ésser és el primer aliment, l'essència nuclear del primer pensament humà. Ara bé, l'home no és pas només pensament. El que considerem cos de l'home, el que l'home té pel "seu" cos, és una cosa tan estretament lligada al seu sentiment com a home que no exigeix cap reflexió per percebre'l.
El cos de l'home és un sentiment fonamental que li és coessencial i coexistencial. L'home no se sent el seu cos perquè és "seu" de la manera més entranyable de com pot dir seves altres realitats. Sense el seu cos l'home no és. I la sensació del cos constitueix una manera de ser de l'home: ésser sensitiu. Per gràcia i per obra del sentiment fonamental és per això que l'home pot realitzar, i de fet realitza, totes les altres accions, operacions, funcions o activitats que es coneixen amb el nom de sensacions. El sentiment fonamental corpori és al cos de l'home el que la idea mental d'ésser és al seu enteniment. L'home és ell i se sap home quan, sentint-se realitat corpòria, s'intueix realitat intel·lectiva. No és un home el qui sent i un altre el qui entén, no és u el qui percep i un altre el qui intueix, sinó que és el mateix home el qui se sap idèntic a si mateix en conèixer, i es percep idèntic a si mateix en sentir.

#### La moral i el bé
A Rosmini la moral, o més ben dit, l'ordre moral, la moralitat, s'acompleixen en la comunicació de la forma ideal i de la forma real. Quelcom així com el petó místic —la frase de Rosmini— de les dues formes, amb el qual s'enllacen i consumen. L'home, doncs, sense l'ordre moral, sense la moralitat, no és persona; o almenys no es comporta com una persona. La forma moral és una comunicació exigida, però no per això identificable, per les altres dues formes. La raó és evident; si la forma moral s'identifiqués amb la forma ideal, tot coneixement atenyeria per si mateix i en si mateix categoria moral necessària, i no es podria pensar que no ho fos. En realitat, equivaldria a negar la necessitat i l'eficàcia de la voluntat del voler, atès que a Rosmini el pensament, o el coneixement, troba a la forma ideal la seva llum, la seva possibilitat i el seu aliment.
La veritat no es presenta a Rosmini com adiàfora. Essent com és una forma de l'ésser, a la veritat coneguda mostra l'ésser les seves arrels, la seva llum, la seva força, la seva "amabilitat". L'ésser és sempre una meravellosa temptació per a la voluntat. El perill per a l'home rau en el fet que s'oblidi de l'ésser que, altrament, li és sempre present a la veritat coneguda, i s'entretingui a si mateix amb si mateix, personalitzant l'ésser a la subjectivitat individual d'ell mateix. L'home tendeix al bé; al bé objectiu, universal, incondicionat, il·limitat, absolut; i seguint aquesta aspiració és com l'home participa, en veritat, de la veritat coneguda. L'home, en seguir la seva tendència moral, va com ampliant la seva finitud envers horitzons infinits, des dels quals és atret com per un imant d'amor. L'home estima la veritat, perquè és estimat per la veritat, i, en perseverar en aquest enteniment d'amor consentit, l'existència de l'home adquireix plenitud, i es personalitza precisament perquè el bé que estima no és un bé seu, que seria un bé funeral, sinó el bé "per a ell". El bé és un do que s'imposa suplicant a la voluntat de l'home per la gràcia de la seva amabilitat intrínseca; sense que sigui la voluntat humana la qui operi l'objectivació, sinó que és l'ésser el qui és en si mateix amable, i el qui exigeix a la voluntat amb imperi categòric que se l'estimi, perquè ell és en si mateix resplendor de l'Ésser que és la veritat i és l'amor. La inspiració o contaminació agustiniana hi és evident, com també l'allunyament aristotèlic.

#### Política i dret
Rosmini amb prou feines s'ha deixat cap àrea real, cultural o humana sense tractar a la seva obra. Però potser és l'àmbit del dret i de la política aquell estudiat amb més detall i penetració, fecunditat i modernitat. Assenta en la justícia jurídica, i no és redundància, la peculiaritat del dret. La realitat del dret no és més ni menys que l'aplicació de la idea de justícia en la seva accepció jurídica, car en la seva accepció ètica la justícia s'identifica amb la perfecció moral, és a dir, amb la caritat. La justícia jurídica funda i fonamenta el dret, és l'essència de les lleis i de l'autoritat. Encara més, l'autoritat es legitima en tant que es constitueix en ministre de la justícia, deslegitimant-se si no la serveix. Com que la justícia és una entitat ideal que comunica amb la idea de l'ésser, el dret així fonamentat arriba a una dignitat moral, atès que es resol en la potestat de fer el que la moral assenyala i ordena. El dret és una potestat moral —no pas un fet o una potestat material— que no pot resoldre's mai contra la moral, ni tan sols al seu marge, com tampoc, per la mateixa cosa, contra la justícia o amb depreciació seva.
La justícia és el principi, la font i el manteniment del dret i de la política, per la qual cosa, en definitiva, el dret fundat en la justícia és l'única i vertadera utilitat lícita dels homes en societat, alhora que els referma en la moral i en el deure. La constitució de nous drets només pot fonamentar-se en l'adequació amb la llei moral, absoluta, obligatòria i universal, que troba la seva expansió concreta en qui és el dret subsistent i l'essència del dret, ço és, la persona humana. El dret de propietat, per citar el més típic dels drets adquirits, és connatural a l'home, perquè és un fruit natural de l'activitat personal a les seves diverses manifestacions peculiars, per la qual cosa gaudeix —com a dret— dels mateixos caràcters que la persona: unitat, perpetuïtat, exclusivitat, il·limitació. Encara que aquests caràcters han de ser entesos en l'àmbit i funció social en què la persona humana viu. I no podia ser altrament, si s'adverteix que totes les característiques de la persona humana les ha obtingudes Rosmini en la idea de l'ésser, principi primer fundant de la persona i ordenador de les seves relacions.
Rosmini dedicà un assaig vigorós al "comunisme i al socialisme" quan aquests moviments socials eren endevinació immanent d'utopistes sentimentals, abans que Marx i Engels els motoritzessin intel·lectualment i políticament. El que els comunistes pretenen teòricament —diu Rosmini— fa 19 segles que el Cristianisme ho proclamà teòricament i pràcticament. El Cristianisme ha ensenyat sempre que totes les institucions socials han de servir per millorar la condició material dels homes necessitats. Només que el Cristianisme funda la seva doctrina i la seva proclamació no en l'odi com a remei humà, sinó en l'amor com a solució humana. Rosmini entén que la llibertat possible, i el seu ús, que és, en definitiva, el més preuat do de pau i progrés, només és acomplert regulant-la amb l'ordre més perfecte i segur. El comunisme, pel contrari, estima que el benestar s'aconsegueix amb la privació de la llibertat personal i social. Quan una doctrina lliura a les passions el ceptre de la moral, si triomfen les passions, no només la moral ha desaparegut, sinó que es destrueix l'home, absorbit per les passions triomfants. El comunisme, diu Rosmini, converteix en abús sistemàtic el que són, o poden ser, abusos ocasionals.